# Parafia św. Bartłomieja Apostoła w Padwi Narodowej
Parafia Świętego Bartłomieja Apostoła w Padwi Narodowej – parafia rzymskokatolicka znajdująca się w diecezji sandomierskiej w dekanacie Baranów Sandomierski. 

## Historia
Erygowana w XIV wieku przez wydzielenie z parafii św. Wojciecha w Gawłuszowicach. Mieści się przy ulicy Jana Pawła II.

## Terytorium parafii
Do parafii przynależą wierni z miejscowości: Kębłów, Padew Narodowa, Pierzchne, Wojków.

## Proboszczowie
- ks. Janusz Filarowski (2010– )[2]